# Гроузклоуз, Элджин
Элджин Эрл Гроузклоуз (англ. Elgin Earl Groseclose; 25 ноября 1899 года, Ваукомис, Оклахома — 7 апреля 1983 года) — американский экономист, доктор философии, государственный деятель, писатель. Лауреат Национальной книжной премии 1939 года.

## Биография
Элджин Эрл Гроузклоуз родился в 1899 году в Ваукомисе, штат Оклахома. В 1916 году поступил в Оклахомский университет, который окончил в 1920 году со степенью бакалавра социологии. В то же году отправился в Персию, чтобы преподавать в пресвитерианской миссионерской школе. В 1920-х также провёл некоторое время в Советском Союзе, где был арестован ВЧК и заключён в тюрьму, после чего выслан из страны. Вернувшись в Вашингтон, устроился в Министерство торговли в качестве специалиста по финансам. Продолжил учёбу в Американском университете, где в 1924 году получил степень магистра искусств, а в 1928 — доктора философии.
После окончания университета со своей женой Луизой Уильямс, дочерью известного вашингтонского адвоката, на которой Гроузклоуз женился в 1927 году, переехал в Нью-Йорк, где занял должность финансового редактора журнала Fortune и преподавателя банковского дела и финансов в Городском колледже Нью-Йорка. К 1932 году вернулся в родную Оклахому, где стал ассистентом-профессором в Колледже бизнеса при Оклахомском университете. В 1934 году опубликовал свою первую книгу, «Деньги: Человеческий конфликт» (в последующих изданиях название было изменено на «Деньги и мужчина»). К 1935 году вернулся в Вашингтон, занял должность финансового экономиста в Федеральной комиссии по связи, а затем экономиста в Налоговом управлении.
В 1937 году был опубликован первый роман Гроузклоуза «Путешествие по Персии преподобного Эшли Уишарда и его слуги Фатхи». Двумя годами позже вышел приключенческий роман «Арарат», основанный на опыте Элджина, побывавшего в тюрьме в Советском Союзе. За него Гроузклоуз получил от Американской ассоциации книготорговцев Национальную книжную премию в номинации «Книготорговое открытие». Члены ассоциации объяснили свой выбор «выдающимися заслугами, не получившими адекватных продаж и признания»..
После работы специальным помощником в экономической миссии Артура Миллспо, в 1943 году по решению меджлиса Гроузклоуз был назначен генеральным казначеем Персии, чтобы сдержать стремительную инфляцию, которая обрушилась на страну. Ему удалось снизить уровень инфляции, позволив продавать золото населению. В 1947 году он написал книгу под названием «Введение в Иран». В 1944 году вернулся в Вашингтон, где стал соучредителем консалтинговой фирмы Groseclose, Williams and Associates в Вашингтоне. Фирма занималась в основном вопросами в области налогообложения, представляя интересы физических лиц, а также крупных корпораций в Налоговом суде США, Претензионном суде США, Федеральной комиссии по связи и федеральных окружных судах США. Он выступал в Палате представителей США в поддержку серебряного стандарта и против иностранной помощи другим государствам.
В 1956 году вместе с женой основал христианское агентство Blind, Inc., благотворительную организацию, созданную для помощи слепым детям на Ближнем Востоке и в Африке. Также входил в Совет директоров Международного совета христианского лидерства и был секретарем Библейского общества Вашингтона. В 1960 году Гроузклоуз организовал Институт монетарных исследований. В 1966 году написал монографию «Пятьдесят лет управляемой денежной системы: история Федеральной резервной системы», посвящённую Федеральной резервной системе (во втором издании название было изменено на «Американская денежная машина: История Федеральной резервной системы»). Скончался от инсульта 7 апреля 1983 года.